# Tekla Hultin
Thekla (Tekla) Johanna Wirginia Hultin, född 18 april 1864 i Jakimvaara, död 31 mars 1943 i Helsingfors, var en finländsk politiker samt  Finlands första kvinnliga filosofie doktor.
Hultin genomgick finska fortbildningsläroverket i Helsingfors och blev student 1886 samt filosofie doktor 1897, den första kvinna i Finland, som uppnådde denna grad. Hon var redaktionsmedlem i den ungfinska tidningen Päivälehti 1893–1901 och ansvarig redaktör för Isänmaan ystävä, som indrogs av Nikolaj Bobrikov 1901. Samma år utnämndes hon till andre aktuarie vid Statistiska centralbyrån. Hultin tillhörde Finlands lantdag (riksdag) 1908–1924, tidigare vald av Ungfinska partiet, sedan 1918 av Samlingspartiet. 
Under förtrycksperioderna i Finland representerade hon det passiva motståndet mot russificeringen och var en av grundarna av Kvinnokagalen, men stödde sedermera uppbyggandet av jägarrörelsen. För i utlandet fällda yttranden till försvar för Finlands rätt blev hon 1912 och 1913 i administrativ väg avhållen från tjänstgöring. Bland hennes arbeten kan nämnas licentiatavhandlingen Historiska upplysningar om bergshandteringen i Finland under svenska tiden (1906) och Undersökning rörande nattarbeterskorna i Finlands industrier (1910).